# Видмуси
Видмуси (пол. Wydmusy) — село в Польщі, у гміні Мишинець Остроленцького повіту Мазовецького воєводства.
Населення — 746 осіб (2011).
У 1975-1998 роках село належало до Остроленцького воєводства.

## Демографія
Демографічна структура станом на 31 березня 2011 року:
|          | Загалом | Допрацездатний вік | Працездатний вік | Постпрацездатний вік |
| -------- | ------- | ------------------ | ---------------- | -------------------- |
| Чоловіки | 387     | 105                | 244              | 38                   |
| Жінки    | 359     | 87                 | 203              | 69                   |
| Разом    | 746     | 192                | 447              | 107                  |